# César Salazar (personnalité politique)
Pour les articles homonymes, voir César Salazar, Salazar et Coll.
 César Salazar, de son nom complet César Alberto Salazar Coll, est un homme politique vénézuélien. Il a été ministre des Travaux publics entre 2017 et 2018.